# Géraldine Dutroncy
Géraldine Dutroncy est une pianiste française née à Gueugnon (Saône-et-Loire).

## Biographie
Née à Gueugnon, Géraldine Dutroncy étudie le piano au conservatoire d'Orléans. Ayant joué à huit ans son premier concerto comme soliste, elle intègre à seize ans le Conservatoire national supérieur de musique de Paris, obtenant la même année son baccalauréat scientifique. Elle y obtient un premier prix de musique de chambre dans la classe d’Alain Meunier, de piano dans la classe de Gérard Frémy et d'accompagnement dans la classe de Jean Koerner. 
Pianiste du trio Pantoum de 1999 à 2003, elle est en 2003 lauréate du cinquième prix du concours international de piano Franz Schubert à Dortmund. 
Sa rencontre avec Betsy Jolas en 2007 débouche en 2012 sur la publication aux éditions Hortus du CD B for Betsy, enregistré avec l'altiste Laurent Camatte. Elle enregistre aussi avec David Maillot le CD Saxhorn et piano, qui sort chez Hybrid'Music en 2008.
Géraldine Dutroncy s'intéresse particulièrement à la musique contemporaine, interprétant notamment des œuvres de Marc Monnet, au festival du Printemps des arts de Monte-Carlo en 2009. 
Elle intègre en 2010 le quatuor Face à face, avec Mara Dobresco au piano ainsi qu'Hélène Colombotti et Élisa Humanes aux percussions. Un concert de ce quatuor ouvre en 2011 le Festival de musique de chambre de Perros-Guirec et un autre le clôture en 2012 avec des œuvres de Luciano Berio, Igor Stravinsky, Steve Reich. Le quatuor interprète notamment l'opéra d'Isabelle Aboulker Marco Polo et la Princesse de Chine avec la maîtrise de Radio France au Festival de Radio France et Montpellier de 2016, une transcription par Peter Sadlo de West Side Story de Leonard Bernstein en 2017 au Studio 106 de la Maison de la Radio. En octobre 2020, il propose un programme mêlant des œuvres de John Cage, William Bolcom, Alexandros Markeas et Leonard Bernstein pour le festival Aux armes, contemporains, à la Scala de Paris.

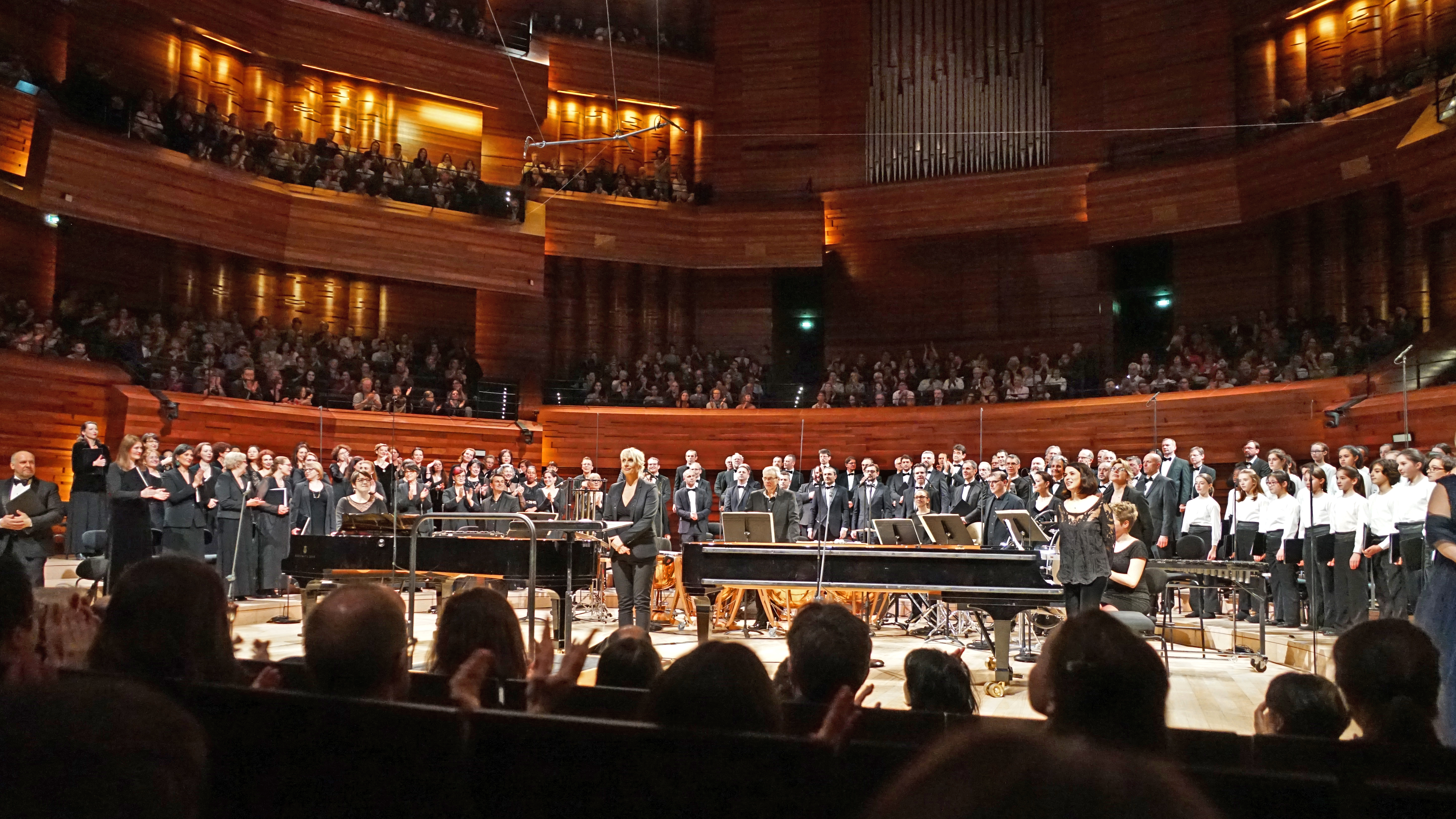
Géraldine Dutroncy lors du salut final du concert des 70 ans du chœur de Radio France.

Ayant joué dans Carmina Burana de Carl Orff avec le chœur de Radio France sous la direction de Sofi Jeannin au Festival de Radio France et Montpellier en 2016, Géraldine Dutroncy l'interprète de nouveau pour les 70 ans de cette formation, dirigée par la même cheffe, le 8 avril 2018 à l'auditorium de la maison de la Radio,.

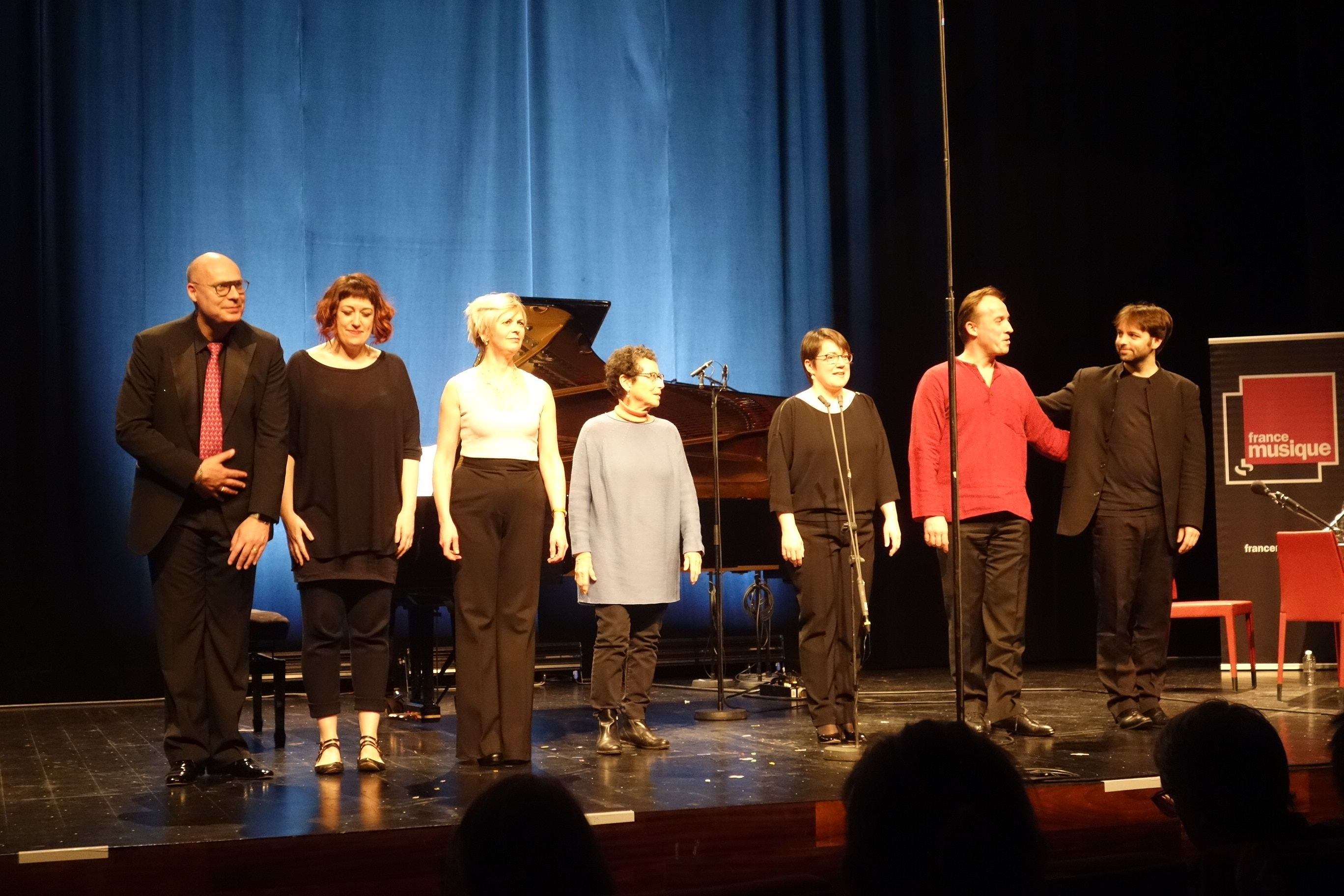
Géraldine Dutroncy salue avec les autres interprètes et avec la compositrice Michèle Reverdy à la fin du concert Femmes compositrices du 8 mars 2019 à la Bibliothèque nationale de France.

Le 8 mars 2019, elle interprète des œuvres de Lili et Nadia Boulanger, Cécile Chaminade, Fanny Hensel-Mendelssohn, Pauline Viardot, Edith Canat de Chizy, Unsuk Chin et Michèle Reverdy lors du concert Femmes compositrices organisé par la Bibliothèque nationale de France. Elle crée, le 6 février 2021, avec la maîtrise de Radio France dirigée par Sofi Jeannin, les Autres chants de Betsy Jolas,. Le 18 juillet 2021, elle se produit avec la soprano Anne Sophie Duprels pour le concert du bicentenaire Pauline Viardot au Musée de l'atelier Rosa-Bonheur à Thomery.

## Discographie
- avec David Maillot, Saxhorn et piano, Hybrid'Music, 2008
- avec notamment Dimitri Vassilakis, Marc Monnet - Bosse, Crâne Rasé, Nez Crochu – Epaule Cousue, Bouche Ouverte, Cœur Fendu, Outhere Sa, 2010
- avec Laurent Camatte, Betsy Jolas - B for Betsy, Hybrid'Music, 2012